# هوراس ماينارد
هوراس ماينارد (بالإنجليزية: Horace Maynard)‏ (و. 1814 – 1882 م) هو معلم ومحامي وسياسي ودبلوماسي أمريكيًا كان نشطًا في في النصف الثاني من القرن التاسع عشر. تم انتخاب ماينارد في البداية في مجلس النواب الأمريكي عن مقاطعة الكونغرس الثانية في تينيسي في عام 1857، وكان أحد قلائل النواب الجنوبيين الذين حافظوا على مقعدهم في مجلس النواب خلال الحرب الأهلية. عمل ماينارد بعد نهاية الحرب في منصب النائب العام لولاية تينيسي في عهد الحاكم أندرو جونسون، وعمل فيما بعد سفيراً للبلاد في تركيا في عهد الرئيس يوليسيس غرانت ومدير عام خدمة البريد في عهد الرئيس رذرفورد هايز. 
ترك ماينارد منصبه التدريسي في كلية إيست تينيسي في أوائل الأربعينيات من القرن التاسع عشر لبدأ عمله في القانون، وسرعان ما كوّن سمعة بين أقرانه بتحليله المنطقي وأسلوبه الساخر.  قضى معظم فترة ولايته الأولى في الكونغرس وهو يطالب بالمحافظة على الاتحاد، وظل يحث الرئيس أبراهام لينكون خلال الحرب على إرسال قوات الاتحاد لتحرير شرق تينيسي من محتليها الكونفدراليين.  عاد ماينارد إلى الكونغرس بعد الحرب، لكنه عانى لينتصر في انتخابات الولاية بما أنه كان جمهوريًا في ولاية يسيطر عليها الديمقراطيون.

## مناصب وهيئات
تولى مناصب جامعة تينيسي.